# Imnos is tin Eleftherian
Sangen Hymnen til friheden (Ύμνος εις την Ελευθερίαν Ýmnos is tin Eleftherían) er den græske nationalsang. Den består af de to første vers af et digt skrevet af Dionysius Solomos i 1823. Med musik af Nikolaos Mantzaros komponeret i 1828 blev den i 1864 officielt nationalsangen for Grækenland, senere også for republikken Cypern.

## Eksterne links
- Instrumentalversion i MP3-format